# Hendrik van Paesschen

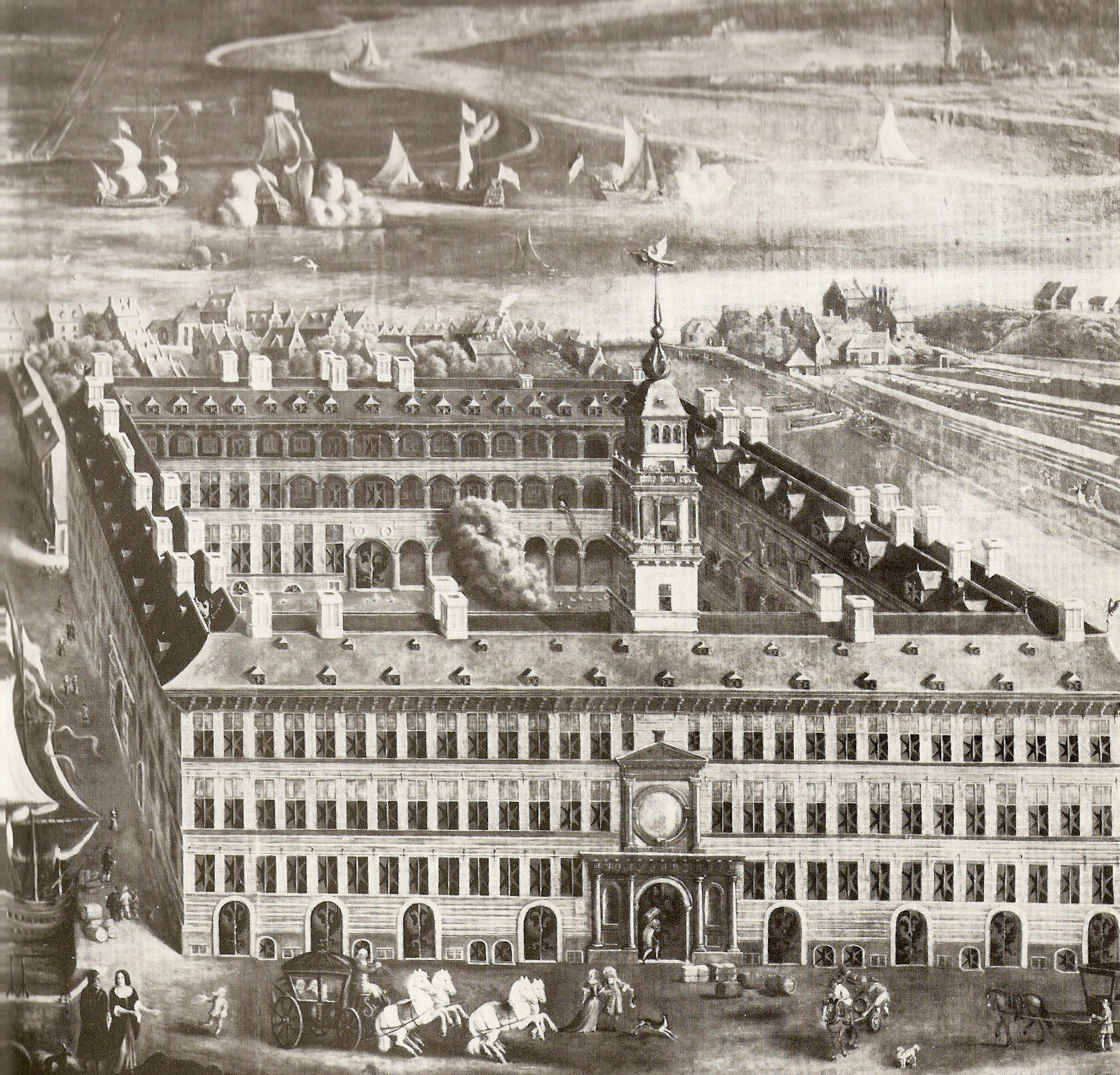
Het Oostershuis in Antwerpen, afbeelding uit ca. 1700

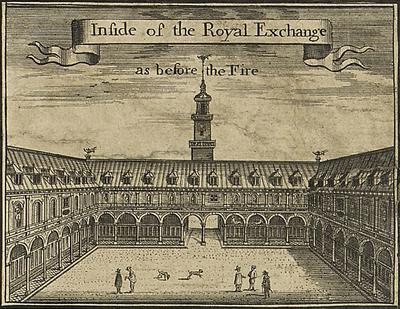
De eerste Beurs van Londen, 17e-eeuwse afbeelding

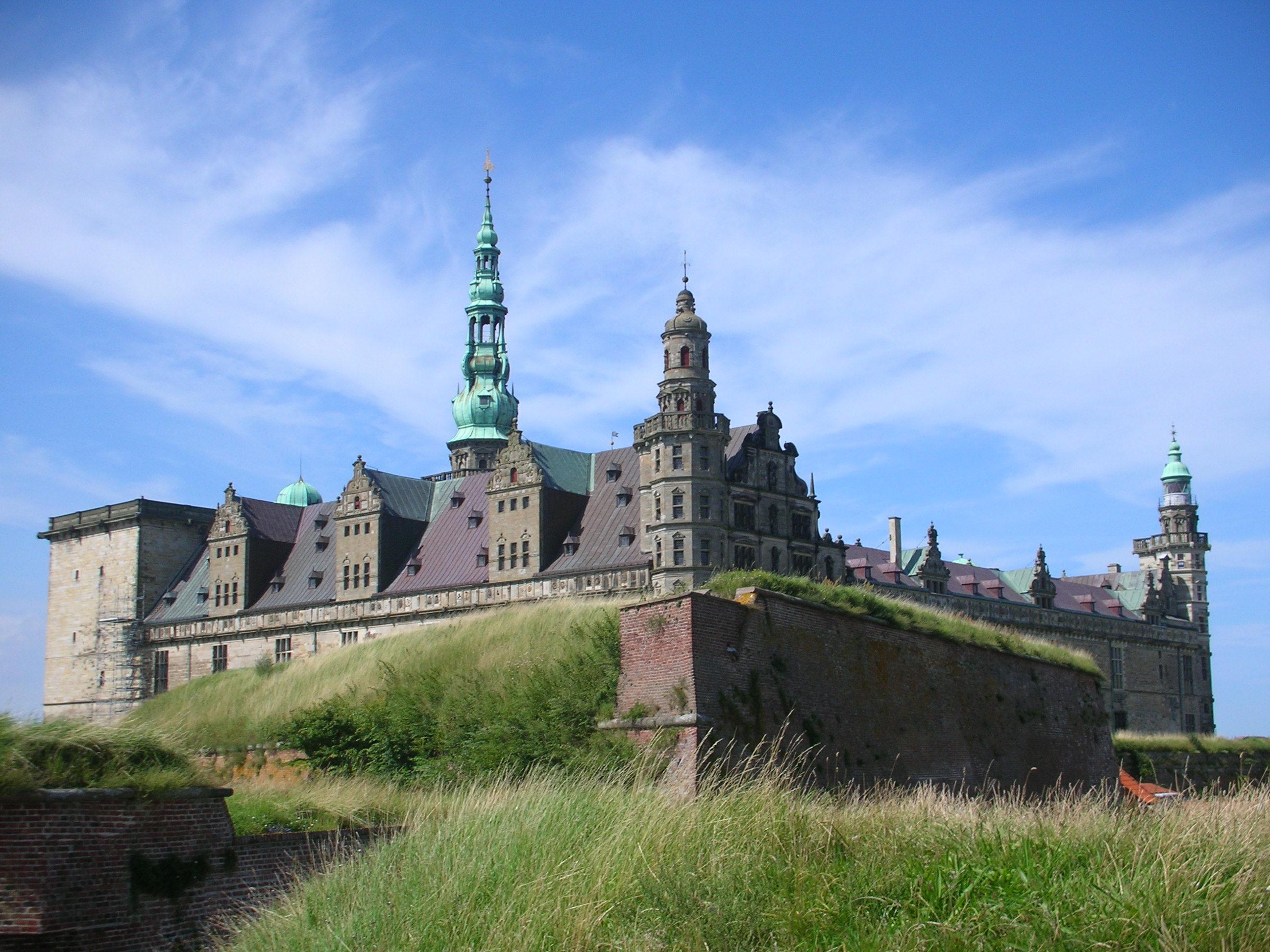
Slot Kronborg in Denemarken

Hans Hendrik van Paesschen (ca. 1510 - 1582), soms ook gegeven als Van Paaschen, was een Brabantse bouwmeester van de renaissance. Hij werkte aan een aantal prominente gebouwen in Noord-Europa, waaronder de eerste Beurs van Londen, het Paleis op de Koudenberg in Brussel, het Oostershuis in Antwerpen en het Stadhuis van Antwerpen. Ook was hij betrokken bij de bouw van vestingwerken in onder andere Antwerpen en de Noord-Brabantse vestingsteden Willemstad en Klundert. Bijna al zijn bouwwerken zijn inmiddels verdwenen of substantieel aangepast, zodat zijn werk vooral bekend is van afbeeldingen.
Van Paesschen werd waarschijnlijk in Italië opgeleid tot bouwmeester. In tegenstelling tot de gotische en maniëristische stijl die destijds populair was in Noord-Europa, hanteerde Hendrik van Paesschen de Italiaanse renaissancestijl, die gekarakteriseerd werd door bouwelementen als loggia's met zuilen, koepels en bogen. Hij vestigde zich in Antwerpen, waar hij veel opdrachten wist te verkrijgen via zijn vriend Cornelis Floris de Vriendt. Hij bouwde onder meer het Oostershuis of Hanzehuis (samen met Cornelis Floris) en ontwierp het grondplan van het Stadhuis van Antwerpen (samen met Jan Daems) en de keldergewelven van het stadhuis (samen met Daems en Andries de Coninck).
Van Paesschen speelde een vooraanstaande rol in het verspreiden van de Vlaamse renaissancebouwstijl elders in Europa, vooral in Engeland en Denemarken. Zijn Beurs van Londen (de Royal Exchange) was gemodelleerd naar de beurs van Antwerpen. Bij de bouw van de toren van het Londense beursgebouw (1566-1569) liet Van Paesschen echter de traditionele Antwerpse torenstijl met achthoekige beëindiging los en paste een vernieuwende bouwstijl toe.

## Bouwwerken
Een selectie van bouwwerken die (deels) aan Van Paesschen worden toegeschreven:
- Vanaf 1549: Triomfbogen, Antwerpen en elders
- Vanaf 1559: Vestingwerken, Antwerpen
- 1559: Vestingwerken, Älvsborg, Zweden
- ca. 1559: Villa met koepel, Londen
- ca. 1560: Loggia, Windsor Castle
- ca. 1560: Paleis op de Koudenberg, Brussel
- ca. 1560: Stalhof, Londen
- 1561: Delen van het Stadhuis, Antwerpen
- 1561: Gresham House, Londen
- 1564: Oostershuis, Antwerpen
- 1564: Delen van Burghley House, Engeland
- 1564: Loggia, Copped Hall, Engeland
- 1564: Vestingwerken, Willemstad, Nederland
- 1565: Gereformeerde Kerk, Willemstad, Nederland
- 1565: Vestingwerken, Klundert, Nederland
- ca. 1565: Temple Bar, Londen
- 1566: Vestingwerken, Bohus, Zweden
- 1566: Altaar, Dom van Lund, Zweden
- 1566: Royal Exchange, Londen
- 1567: Vestingwerken, Akershus, Noorwegen
- 1567: Osterley House, Engeland
- 1567: Bachegraig House, Wales
- 1567: Stadhuis van Faringdon, Engeland
- 1567: Delen van Theobalds House, Engeland
- 1568: Stadsplan, Fredrikstad, Noorwegen
- 1568: Delen van Old Gorhambury House, Engeland
- 1570: Delen van het raadhuis van Lübeck, Duitsland
- 1571: Selsø, landhuis in Denemarken
- 1574: Grondplan van slot Kronborg, Denemarken
- 1574: Delen van de Universiteit van Kopenhagen
- 1576: Uraniborg, Denemarken
- 1577: Badhuis, Hillerød, Denemarken
- 1577: Fadeburslangen, Hillerød
- 1578: Vallø, landhuis in Denemarken
- 1579: 76 Stengade, Helsingør, Denemarken

## Verder lezen
- John Fitzhugh Millar, Hendrik van Paesschen, architect of the northern European renaissance (dissertatie), College of William and Mary, 1981